# Chiesa di Santa Maria dei Sette Dolori
La chiesa di Santa Maria dei Sette Dolori è una chiesa cattolica romana, situata alle pendici del Gianicolo, in via Garibaldi 27, nel rione Trastevere.

## La storia
La chiesa venne costruita accanto al monastero sui juris delle oblate agostiniane, il cui ordine venne fondato attorno al 1640, da Camilla Virginia Savelli Farnese, duchessa di Latera, su consiglio di sua cugina Giacinta Marescotti. Il monastero ammetteva alla vita religiosa le giovani di nobile famiglia ma di salute cagionevole: le oblate, infatti, osservavano una regola mitigata, approvata da papa Alessandro VII il 16 giugno 1663.
Le oblate tenevano un educandato destinato alle figlie dei nobili decaduti; le suore, inoltre, si dedicavano alla preparazione dei fanciulli alla prima comunione e nel 1951 aprirono un asilo per i bambini di Trastevere.
La progettazione dell'edificio fu affidata a Francesco Borromini, che però dovette interrompere i lavori nel 1655 per mancanza di fondi.

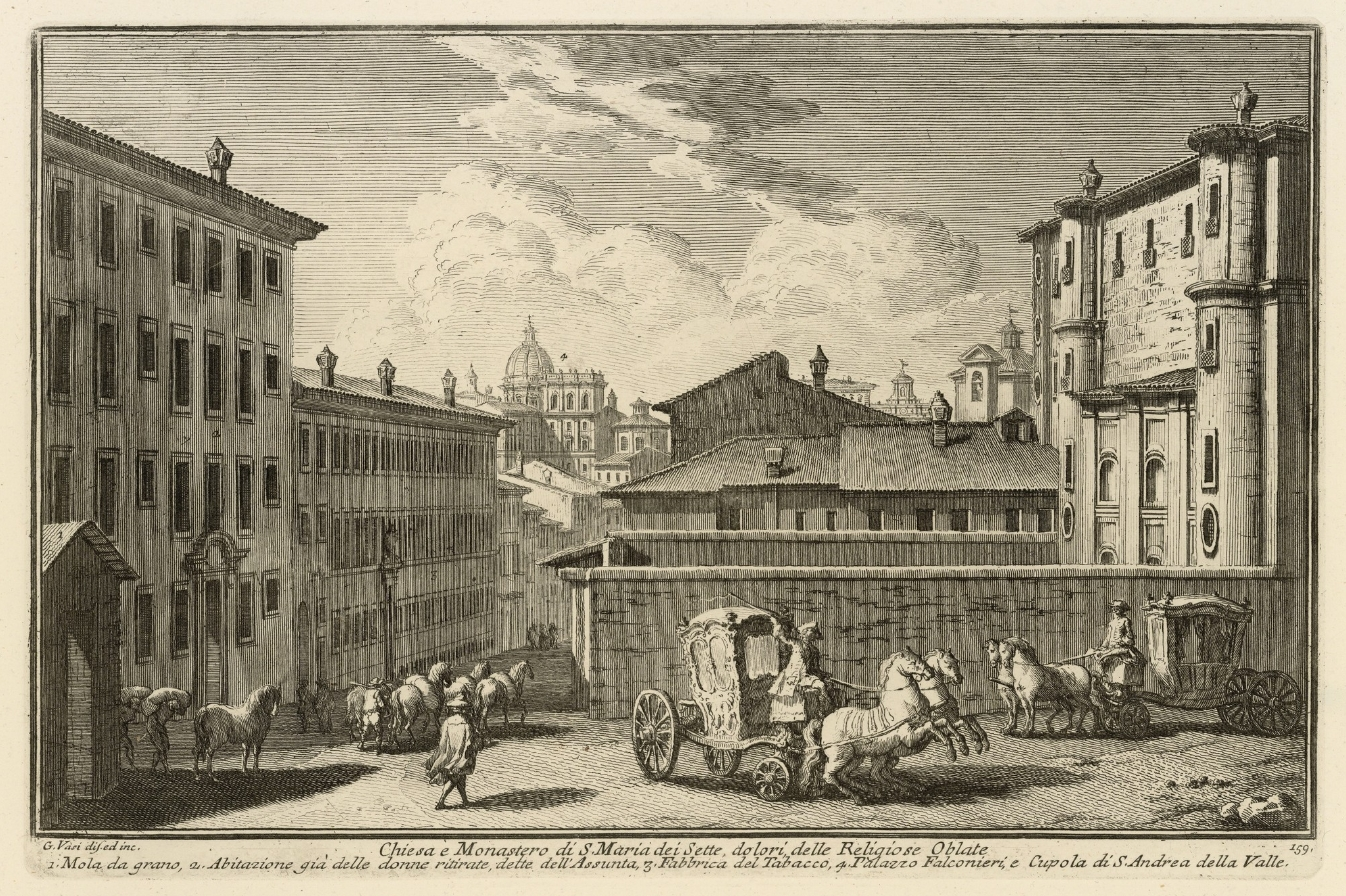
Giuseppe Vasi – Chiesa e Monastero di Santa Maria dei Sette Dolori delle Religiose Oblate (1761)

Il complesso si presenta con una facciata incompiuta in mattoni grezzi, articolata su linee concave e convesse.
Il corpo della chiesa, disposto lungo un asse parallelo alla facciata, ne occupa la metà sinistra. Il portone dà accesso ad un vestibolo a pianta centrale dalla pianta centrale mistilinea ispirata ad alcuni ambienti della Villa Adriana a Tivoli.
La chiesa ha invece una pianta rettangolare ad angoli smussati, con due piccole rientranze semiellittiche sulla metà a formare un atrofizzato transetto; singolare è la forma dell'altare maggiore, sormontato da due volute.
All'interno si segnalano una pala con Sant'Agostino e il mistero della Trinità, opera giovanile di Carlo Maratta e (nel convento) una tela di Marco Benefial.
Con decreto dell'11 ottobre 1969 la Congregazione per i Religiosi unì la comunità delle Oblate agostiniane di Santa Maria dei Sette Dolori all'istituto delle suore oblate del Santo Bambino Gesù.
Una parte del monastero, acquistato da privati, è stato trasformato in albergo.

## Eventi storici

### Risorgimento
Nel 1849, durante la Repubblica Romana, parte dei locali del monastero vennero adibiti ad ospedale militare.
Il 20 settembre 1870, durante la presa di Roma, il monastero venne danneggiato dalle cannonate delle truppe comandate da Nino Bixio.

### Seconda guerra mondiale
Durante l'occupazione nazista di Roma, il monastero delle Oblate agostiniane fu uno dei principali luoghi di rifugio per gli ebrei romani; qui le monache accolsero 103 ebrei.